# نورثهامبتون (نيويورك)
نورثهامبتون (بالإنجليزية: Northampton, Fulton County, New York)‏ هي بلدة أمريكية تقع في الولايات المتحدة في مقاطعة فولتون، نيويورك. يقدر عدد سكانها بـ 2,670 نسمة .

## أعلام
- جوليا كولمان
- سيدني ديلون
- جون فورست ديلون